# Rosa Hernández Espejo
Rosa Hernández Espejo (Huatusco, Veracruz, 8 de mayo de 1962) es una comunicadora y política mexicana, miembro actual del partido Movimiento Regeneración Nacional (Morena) y con anterioridad del Partido de la Revolución Democrática (PRD). Ha sido diputada federal para el periodo de 2021 a 2024 y reelegida en el cargo para el de 2024 a 2027.

## Biografía
Es licenciada en Ciencias y Técnica de la Educación, y licenciada y maestra en Comunicación Organizacional por la Universidad Veracruzana (UV). Realizó una carrera en medios de comunicación, que la llevó a ocupar lo cargos de directora general del portal de noticias Crónica Veracruz., directora y conductora de noticias en Grupo FM Multimedios, subdirectora editorial del diario AZ Veracruz, jefa de prensa de Tiburones Rojos de Veracruz, jefa de prensa de la Universidad Veracruzana, y reportera, conductora y directora de noticias en la estación de radio XEU.
Comienza su carrera política como miembro del PRD, en 1997 coordinó una campaña a diputación federal y en 1998 fue jefa de prensa de la campañas del PRD en las elecciones de ese año. De 1998 a 2000 fue regidora del ayuntamiento de Veracruz que presidió Francisco Ávila Camberos; de 2011 a 2016 fue consejera electoral del Consejo Distrital 12 del Instituto Nacional Electoral (INE).
En 2018 dejó el PRD y se unió a Morena, que la postuló en las elecciones estatales como candidato de dicho partido, del Partido del Trabajo y el Partido Encuentro Social a diputada por el Distrito 15 local; no logró el triunfo al recibir el 37.37% de los votos, frente al 48.38% del candidato del Partido Acción Nacional-PRD-Movimiento Ciudadano Bingen Rementería Molina. De 2019 a 2020 fue coordinadora preventiva de Centros de Integración del Bienestar de la Secretaría de Bienestar en Veracruz.
En las elecciones federales de 2021 fue postulada candidata a diputada federal por el Distrito 4 de Veracruz por la coalición Juntos Hacemos Historia; en esta ocasión obtuvo el triunfo al recibir el 48.48% de los votos, frente al 42.69% de su competidor de la coalición Va por México, Francisco Gutiérrez de Velasco Urtaza. En la LXV Legislatura de dicho año al de 2024, fue secretaria de la comisión de Radio y Televisión; e integrante de las comisiones de Cultura y Cinematografía; y, de Marina. Se separó de dicho cargo mediante licencia, entre el 9 de abril y el 9 de mayo de 2024.
En las elecciones de 2024 fue postulada a la reelección como diputada, pero en esta ocasión por el Distrito 12 de Veracruz por la coalición Sigamos Haciendo Historia; resultó elegida por segunda ocasión con el 56.49% de los votos, contra el 33.87% de la candidata de la coalición Fuerza y Corazón por México Verónica Pulido Herrera. Representó al distrito en la LXVI Legislatura que tendrá término en 2027, en ella fue secretaria de la comisión de Cultura y Cinematografía; e integrante de las comisiones de Desarrollo Urbano y Ordenamiento Territorial; y, de Marina.
El 25 de marzo de 2025 Morena la designó como promotora de la Cuarta Transformación en el municipio de Veracruz, lo que equivale a su postulación como candidata a presidenta municipal en las elecciones de dicho año. En consecuencia, el 31 de marzo solicitó y recibió licencia definitiva al cargo de diputada federal.